# Giovane Gávio
Giovane Farinazzo Gávio, mais conhecido apenas como Giovane (Juiz de Fora, 7 de setembro de 1970), é um treinador e ex-jogador de voleibol brasileiro. 
Começou no esporte aos doze anos de idade, jogou em dez equipes em sua carreira: Esporte Clube Banespa, Charro/Padova (Itália), Messaggero/Ravenna (Itália), Palmeiras, Chapecó (SC), Report/Suzano (SP), Vasco da Gama, Noicom Brebanca Cuneo (Itália), Minas Tênis Clube, Unisul/Cimed e São Paulo. e Participou de mais de 400 partidas pela seleção brasileira, trinta campeonatos e disputou 31 partidas em Jogos Olímpicos.
Giovane é casado e tem quatro filhos, Giulia, Gianmarco, Filipe e Thiago.

## Conquistas
Principais conquistas como jogador
- 1987 - Campeão sul-americano juvenil, pela seleção brasileira
- 1987 - Campeão brasileiro, pelo Banespa
- 1988 - Bronze no Mundial Juvenil, pela seleção brasileira
- 1989 - Campeão sul-americano adulto, pela seleção brasileira
- 1989 - Melhor bloqueador da Copa do Mundo no Japão
- 1989 - Campeão brasileiro, pelo Banespa
- 1991 - Campeão sul-americano
- 1992 - Campeão olímpico
- 1993 - Campeão da Liga Mundial
- 1993 - Campeão europeu, pelo Ravenna
- 1993 - Melhor jogador do mundo
- 1994 - Bicampeão europeu, pelo Ravenna
- 1994-95 - Melhor jogador da Superliga Brasileira
- 1995 - Campeão sul-americano
- 1995 - Vice-campeão da Liga Mundial
- 1996 - Campeão da Super Liga, pelo Repport/Suzano
- 1998 - Campeão brasileiro do Circuito Vôlei de Praia
- 2001 - Vice Campeão da Super Liga (Banespa)
- 2001 - Campeão da Liga Mundial
- 2001 - Campeão sul-americano
- 2002 - Vice-campeão da Liga Mundial
- 2002 - Campeão mundial
- 2003 - Campeão da Liga Mundial
- 2003 - Campeão sul-americano
- 2003 - Campeão da Copa do Mundo no Japão
- 2003 - Melhor atacante da Copa do Mundo no Japão
- 2004 - Campeão da Liga Mundial
- 2004 - Bicampeão olímpico

Principais conquistas como treinador
- 2009 - Copa São Paulo
- 2009 - Campeonato Paulista
- 2010 - Copa São Paulo
- 2011 - Campeão da Superliga Brasileira de Voleibol pelo SESI-SP
- 2012 - Campeão Paulista pelo SESI-SP
- 2016 - Campeão Estadual do Rio de Janeiro pelo SESC-RJ
- 2017 - Campeão da Superliga B pelo SESC-RJ

## Honrarias
- Hall da Fama do Voleibol - 2021[2]

## Política
Concorreu a uma vaga de deputado federal nas eleições em Minas Gerais em 2014 pelo Partido da Social Democracia Brasileira.